# Kissós (Réthymnon)
Kissós, en grec moderne : Κισσός, est un village du dème d'Ágios Vasílios, de l'ancienne municipalité de Lámpi, dans le district régional de Réthymnon, en Crète, en Grèce. Selon le recensement de 2011, la population de Kendrochóri compte 48 habitants. Le village est situé au pied du mont Kédros, à une distance de 33 km de Réthymnon, à 6 km de Spíli et une altitude de 630 mètres.

## Recensements de la population
| Recensements | 1583 | 1881 | 1900 | 1928 | 1940 | 1951 | 1961 | 1971 | 1981 | 1991 | 2001 | 2011 |
| ------------ | ---- | ---- | ---- | ---- | ---- | ---- | ---- | ---- | ---- | ---- | ---- | ---- |
| Population   | 222  | 208  | 213  | 247  | 254  | 205  | 204  | 177  | 134  | 126  | ;    | 48   |

## Source de la traduction
- (el) Cet article est partiellement ou en totalité issu de l’article de Wikipédia en grec moderne intitulé « Κισσός Ρεθύμνης » (voir la liste des auteurs).